# Beichuan

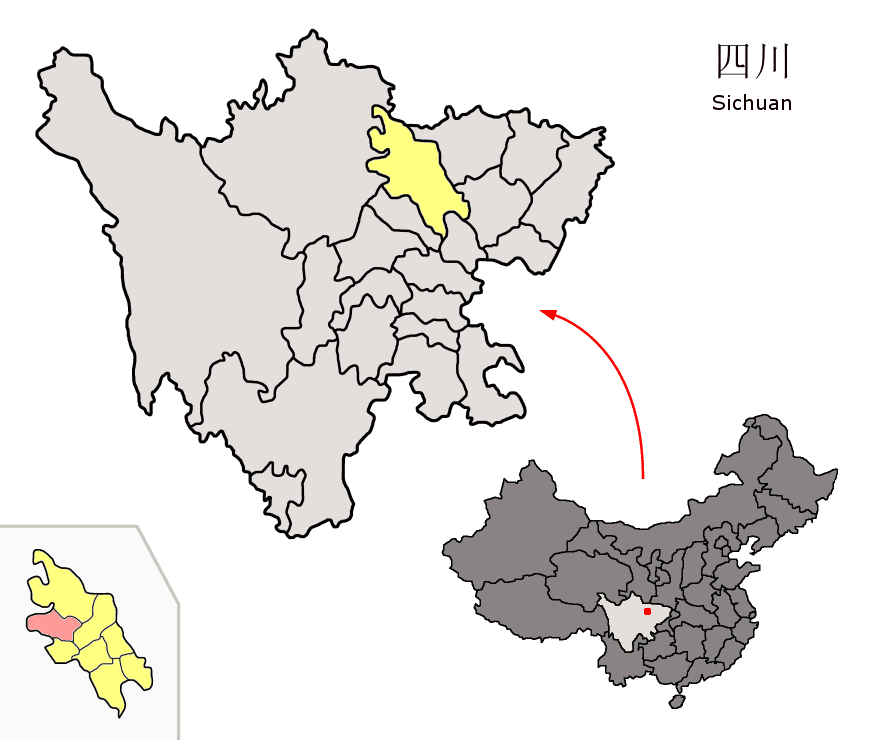
Lage des Autonomen Kreises Beichuan der Qiang in der Provinz Sichuan.

Der Autonome Kreis Beichuan der Qiang (chinesisch 北川羌族自治县, Pinyin Běichuān Qiāngzú zìzhìxiàn) ist ein autonomer Kreis der Qiang in der chinesischen Provinz Sichuan. Er gehört zum Verwaltungsgebiet der bezirksfreien Stadt Mianyang. Er hat eine Fläche von 3077 Quadratkilometern und zählt 174.132 Einwohner (Stand: Zensus 2020). 2004 betrug die Einwohnerzahl 160.000. Regierungssitz ist die Großgemeinde Qushan (chinesisch 曲山镇, Pinyin Qushan zhen).
Das Volk der Qiang lebt in Sichuan ansonsten hauptsächlich in den Kreisen Mao, Wenchuan, Li, Heishui und Sungqu (Songpan), die alle zu dem Autonomen Bezirk Ngawa der Tibeter und Qiang gehören.
Beichuan liegt am Fluss Tongkou He (通口河), einem Nebenfluss des Fu Jiang (涪江). Der Fluss Jianjiang (湔江,  Jian Jiang) sowie die Flüsse Baicao He (白草河), Qingpian He (青片河), Duba He (都坝河), Subao He (苏宝河) und Pingtong He (平通河) fließen durch sein Gebiet. Vier große Täler sind Xiaozhaizigou (小寨子沟), Taibaigou (太白沟), Houyuangou (后园沟) und Bainigou (白坭沟).
Das Erdbeben in Sichuan am 12. Mai 2008 löste einen Erdrutsch oberhalb von Beichuan aus, der einen Fluss blockierte, so dass sich ein See bildete. Aus Angst vor einem Dammbruch wurden tausende Einwohner evakuiert.

## Administrative Gliederung
Beichuan setzt sich aus acht Großgemeinden und fünfzehn Gemeinden, davon eine einer (anderen) nationalen Minderheit (der Tibeter), zusammen.
- Großgemeinde Qushan 曲山镇
- Großgemeinde Leigu 擂鼓镇
- Großgemeinde Tongkou 通口镇
- Großgemeinde Yongchang 永昌镇
- Großgemeinde Anchang 安昌镇
- Großgemeinde Yong’an 永安镇
- Großgemeinde Yuli 禹里镇
- Großgemeinde Guixi 桂溪镇
- Gemeinde Xiangquan 香泉乡
- Gemeinde Chenjiaba 陈家乡
- Gemeinde Guanling 贯岭乡
- Gemeinde Xuanping 漩坪乡
- Gemeinde Baini 白坭乡
- Gemeinde Xiaoba 小坝乡
- Gemeinde Piankou 片口乡
- Gemeinde Kaiping 开坪乡
- Gemeinde Bade 坝底乡
- Gemeinde Baishen 白什乡
- Gemeinde Qingpian 青片乡
- Gemeinde Duba 都坝乡
- Gemeinde Dunshang 墩上乡
- Gemeinde Macao 马槽乡
- Nationalitätengemeinde Taolong der Tibeter 桃龙藏族乡